# Ginsburg
Die Ginsburg ist die Ruine einer hochmittelalterlichen Höhenburg beim Hilchenbacher Stadtteil Grund im nordrhein-westfälischen Kreis Siegen-Wittgenstein.
Die nassauische Burganlage wurde im frühen 13. Jahrhundert auf den Resten eines Vorgängerbaus errichtet. Bis zum Jahr 1360 wechselte die Ginsburg mehrmals durch Erbschaften, Verpfändungen und Teilungen den Besitzer. Besondere Bedeutung erlangte sie im Jahr 1568, als Wilhelm I. von Oranien-Nassau auf der Burg seinen Feldzug zur Befreiung der Niederlande von spanischer Herrschaft plante. Im 17. Jahrhundert verfiel die Burg zur Ruine, deren Mauerreste in den 1960er Jahren freigelegt und restauriert wurden. Heute ist die Anlage mit dem im Zuge der Restaurierung wieder aufgemauerten Rundturm Ausflugsziel und Aussichtspunkt. Die Innenräume des Turms werden als Festsaal und Trauzimmer sowie für Lehrveranstaltungen genutzt.

## Geographische Lage
Die Ruine Ginsburg steht im Süden des Rothaargebirges, das zum Ostflügel des Rheinischen Schiefergebirges gehört. Die Ruine befindet sich auf der Gemarkung des Hilchenbacher Dorfs Grund, das sich etwa 900 m (Luftlinie) westsüdwestlich der Ruine im Insbachtal erstreckt. Im Siegerland war sie Teil des 1963 gegründeten Naturparks Rothaargebirge der 2015 im Naturpark Sauerland-Rothaargebirge aufging.
Die Gipfelburg steht auf der Felskuppe des im Volksmund auch Geisenberg genannten Schloßbergs (587,6 m ü. NHN), die größtenteils aus Grauwackenschiefer besteht und geomorphologisch ein Zeugenberg ist. Dessen Nachbarberge sind: Hüttenberg (626,9 m) im Nordnordosten, Pfaffenhain (658,5 m) im Osten, dessen Westgipfel Giller (653,7 m) nebst Gillerturm im Ostsüdosten, Hitzige Stein (564,5 m) im Südsüdwesten, Eiserhelle (460 m) im Westen und Kromberg (523,3 m) im Nordwesten.
Nordöstlich der Ginsburg verläuft auf einer Höhe von etwa 570 Metern zwischen dem Schloßberg und dem benachbarten Giller-Gebirge ein an der schmalsten Stelle etwa 30 Meter breiter Bergsattel, der in die etwa 800 Meter entfernte Ginsberger Heide auf dem Giller übergeht. Bereits seit etwa dem 8. Jahrhundert, vor der Entstehung der nassauischen Ginsburg, befand sich der erst später so benannte Schloßberg in strategisch bedeutender Lage an der Grenze zwischen den Herrschaftsgebieten der Sachsen und Franken. Der Standort auf der Bergkuppe ermöglicht sowohl einen Fernblick in das umliegende Siegerland und das südliche Sauerland bis zum Kölschen Heck, historische Grenzbefestigung zwischen dem Siegener Raum und dem kurkölnisch beherrschten Gebiet, als auch in die umliegenden Täler. Außerdem befand sich auf der Ginsberger Heide bereits vor der Errichtung der nassauischen Burg eine seit dem Hochmittelalter nachweisbare Kreuzung mehrerer bedeutender Altstraßen. Diese Fern- und Handelsstraßen führten über Höhenkämme vom Rhein-Main-Gebiet im Süden ins nördlich gelegene Sauerland. Die etwa 100 m ostnordöstlich der Ginsburg nahe dem Südwestrand der Ginsberger Heide gelegene Wegkreuzung (563,9 m) liegt auf der Rhein-Weser-Wasserscheide, welche die Einzugsgebiete von Rhein im Westen und Weser im Osten trennt und dort zugleich Wasserscheide der Sieg im Westen und der Eder im Osten ist. Das Wasser des südöstlich vom Berg entspringenden Insbachs fließt als südöstlicher Ferndorfbach-Zufluss über die Sieg in den Rhein, jenes des östlich quellenden Kleinen Wähbachs entwässert als Wähbach-Zufluss über Eder und Fulda in die Weser. Über die Ginsberger Heide führt unter anderem die ab dem Jahr 1345 nachgewiesene Eisenstraße und über die Wegkreuzung der am 6. Mai 2001 eröffnete Rothaarsteig als insbesondere auf dem Hauptkamm des Rothaargebirges (Rothaarkamm) verlaufender Wanderweg. Ziemlich genau unterhalb der Kreuzung verläuft die Bahnstrecke Kreuztal–Cölbe durch den 270 Meter langen Schloßberg-Tunnel und hufeisenförmig um den Schloßberg herum die Bundesstraße 508.

## Geschichte

### Vorgängerbau und Ausbau der Burg
Die Errichtung der Höhenburg wird dem Grafen Heinrich II. von Nassau zugeschrieben. Vermutlich veranlasste er jedoch lediglich den weiteren Ausbau einer bereits vorhandenen Burganlage. Die Arbeiten dazu werden auf die Jahre zwischen 1220 und 1240 geschätzt – auf die Zeit der Dernbacher Fehde.
Durch Bodenfunde sind Reste eines vermutlich eisenzeitlichen Ringwalls nachgewiesen, auf dem sich die Mauerreste eines Vorgängerbaus aus dem 11. oder 12. Jahrhundert befinden. Dabei handelt es sich um das Fundament einer viereckigen Turmburg mit Wohn- und Wehrcharakter, die nicht dem Haus Nassau, sondern dem konkurrierenden kurkölnischen Machtbereich zugeordnet werden kann oder die unter sächsisch-westfälischer Herrschaft stand und gegen das Siegener Land gerichtet war. Als deren Erbauer kommen die schon 1144 urkundlich genannten Herren von Wegebach in Betracht.

### 13. bis 15. Jahrhundert, die Burg als Gerichtssitz

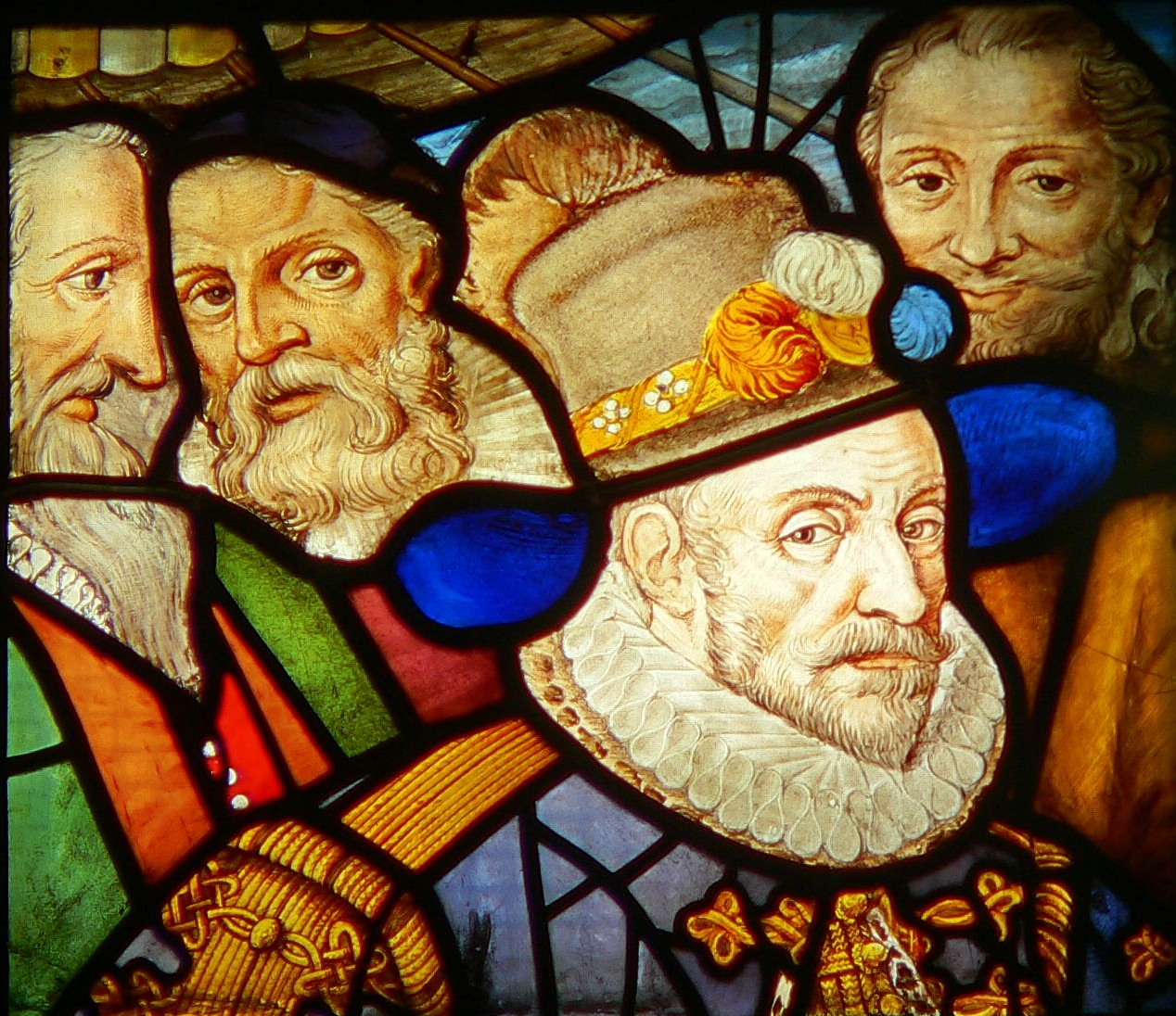
Porträt Wilhelms I. von Oranien-Nassau auf dem Glasfenster Die Befreiung von Leiden in der Sint Janskerk im niederländischen Gouda

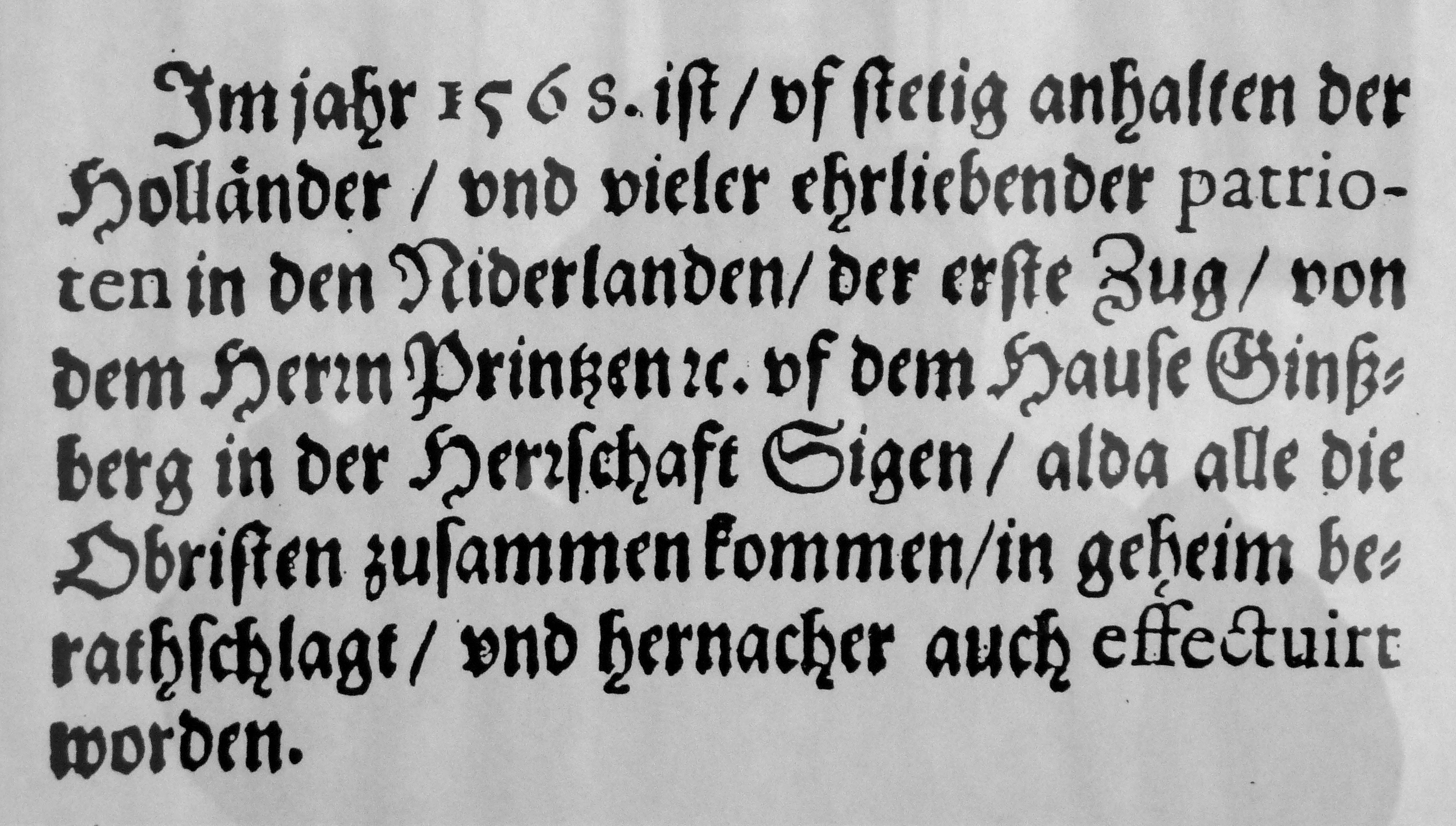
Auszug aus einem historischen Bericht über den Niederlande-Feldzug Wilhelms I. im Jahr 1568

Die im 13. Jahrhundert auf den älteren Fundamenten errichtete Burg diente auch dem Haus Nassau als Grenzfeste zur Sicherung ihres Territoriums gegen die Grafen von Wittgenstein und kurkölnische Besitzungen im Sauerland. Sie wurde mit ziemlicher Sicherheit unter dem Namen nowum castrum („Neue Burg“) in einer Urkunde vom 16. Dezember 1255 erstmals erwähnt, als die Söhne von Heinrich II., die Grafen Otto und Walram von Nassau, das Erbe Heinrichs unter sich aufteilten, darunter das umliegende Land und die Burg. Die Bezeichnung der Burg als „neu“ wird in diesem Zusammenhang nicht als neu erbaut, sondern als neu erworben interpretiert.
Eine weitere Urkunde vom 27. April 1292 dokumentiert die Verpfändung der Ginsburg durch den aus der walramischen Linie stammenden Grafen Adolf von Nassau an den Kölner Erzbischof Siegfried von Westerburg. Graf Adolf verpfändete sie zusammen mit seinen anderen Burgen Nassau, Siegen und Dillenburg, um bei der im selben Jahr stattfindenden Wahl zum römisch-deutschen König die Stimme des Erzbischofs zu erhalten. In dieser Urkunde wird erstmals der heute geläufige Name „Ginsberg“ erwähnt. Bei einer folgenden nassauischen Erbteilung im Jahr 1303 ging die Ginsburg in den Besitz des Grafen Heinrich von Nassau-Siegen über. Eine Urkunde vom 13. Februar 1345, mit der einer der beiden Söhne Heinrichs III., Graf Otto II. von Nassau, die Hälfte der „burch zume Gensberghe“ an den Erzbischof Walram von Jülich verkaufte, beschreibt erstmals die bauliche Beschaffenheit der Anlage. Ihr Text erwähnt mehrere Türme, Häuser und Pforten, Brunnen, Befestigungsanlagen, (Zug-)Brücken und einen Graben sowie eine Umfassungsmauer. Ebenso wird die Burgfreiheit beschrieben. Im weiteren Verlauf des 14. Jahrhunderts fanden einige weitere Besitzwechsel und Verpfändungen der Burg statt, bis sie schließlich durch Rückkauf ab 1360 bis 1806 ununterbrochen in nassauischem Besitz blieb.
Im Jahr 1384 hatte König Wenzel den Grafen von Nassau die Einrichtung eines Femgerichts („Freistuhl“) auf der Ginsburg erlaubt. 1389 erneuerte er diese Erlaubnis und legte den Umfang der nassauischen Freigrafschaft auf das Gebiet zwischen den Grenzen der Herrschaft Bilstein und der Grafschaft Sayn fest. Als erster urkundlich erwähnter Freigraf des Freigerichts auf der Ginsburg gilt ein Wynekin von Hilchenbach, dessen Amt für die Zeit von 1398 bis 1416 belegt ist. Der Oberfreistuhl Arnsberg widerrief die Erlaubnis für das Femgericht per Beschluss im Jahr 1424, da die Gerichtsbarkeit auf der Burg nicht (mehr) zu dem „Rote Erde“ genannten Gebiet Westfalens gezählt wurde.
Für das gesamte 15. Jahrhundert berichten Schriftquellen von baulichen Aktivitäten, so für die Jahre 1463, 1469, 1488 und 1496. Auch 1490 fanden auf der Ginsburg Bauarbeiten statt, denn in jenem Jahr wurde die damalige Burgkapelle erneuert und anschließend vom Mainzer Weihbischof geweiht. Aber schon 1468/1469 wurde ein Pastor Hermann urkundlich genannt, was darauf schließen lässt, dass es bereits zu jener Zeit eine Kapelle in der Burg gab.

### Bedeutung im 16. Jahrhundert
Die Ginsburg besitzt aus historischer Sicht eine besondere Bedeutung: Im April des Jahres 1568 traf sich Wilhelm I. von Oranien-Nassau (genannt „der Schweiger“) auf der Ginsburg mit seinen Beamten, Offizieren und niederländischen Getreuen, um mit ihnen über einen möglichen Feldzug gegen Spanien zu beraten. 1572 sammelte er auf der Ginsberger Heide die Truppen seines Heeres, um von dort aus nach Friesland aufzubrechen und die Spanischen Niederlande zu befreien, woraus im Zuge des Achtzigjährigen Kriegs 1579 die Utrechter Union hervorging.
Aus dem Jahr 1580 stammt die älteste überlieferte bildliche Darstellung der Ginsburg: Sie ist auf einem Wegeplan des Geodäten Markgraff aus Frankenberg abgebildet, der die Strecke von Kirchhundem bis Ginsberg beschreibt.

### Neuzeitliche Erweiterungen und Verfall
Von der Mitte des 16. Jahrhunderts bis ins frühe 17. Jahrhundert erfolgten in mehreren Abschnitten Erweiterungsarbeiten an den Bauten der Ginsburg; die ersten davon im Jahr 1523. Für das Jahr 1588, in dem die Burg in Verteidigungszustand gesetzt wurde, weil Einfälle spanischer Truppen in nassauische Gebiete befürchtet wurden, sind Ausbesserungen an den Wällen dokumentiert, denen 1592/1593 Bauarbeiten am Wohngebäude und Hauptturm folgten. 1603 wurde die Zugbrücke der Ginsburg erneuert.
Nach dem Tod Johanns VII. von Nassau-Siegen im Jahr 1623 kam die Ginsburg als Erbe an Wilhelm von Nassau-Hilchenbach, der sie zu seiner Residenz ausbauen wollte. Dies scheiterte jedoch an den geschätzten Kosten von rund 4000 Gulden. Stattdessen erwarb Graf Wilhelm den in Hilchenbach gelegenen Burgsitz der Familie Wischel von Langenau, der später nach ihm Wilhelmsburg genannt wurde. 1683 ließ Graf Wilhelm Moritz von Nassau-Siegen letzte Instandsetzungsarbeiten an der Ginsburg vornehmen, um ihrem weiteren Verfall entgegenzuwirken. Diese mussten aber eingestellt werden, nachdem der katholische Familienzweig dagegen protestiert hatte.
Die Burganlage verlor etwa ab dem Ende des 17. Jahrhunderts ihre militärische Bedeutung, verfiel und geriet weitgehend in Vergessenheit. Dem 1740 in Grund geborenen Schriftsteller und Wissenschaftler Johann Heinrich Jung-Stilling war die Ginsburg bereits in der Mitte des 18. Jahrhunderts nur noch als Ruine bekannt.
Die preußische Forstverwaltung, im 19. Jahrhundert Eigentümerin des Grundstücks, ließ die durch Steinraub dezimierten Reste der Burgmauern und -gewölbe in den 1880er-Jahren zuschütten und das Burgareal durch den Hilchenbacher Verschönerungsverein einebnen. Trotzdem blieb der Grundriss der Burganlage erkennbar, und der Provinzialbaurat Hartmann aus Münster ließ diesen im Jahr 1883 vermessen. Erste Ausgrabungen fanden 1887 statt, denen weitere Grabungen im Jahr 1910 folgten, doch rasch wieder aufgegeben wurden. Im Jahr 1931 ließ der Siegerländer Heimatverein den Schlossberg planmäßig untersuchen und eine weitere Grabungskampagne durchführen, bei welcher der Oberstudienrat Hermann Böttger allerdings nur grob den Grundriss der Anlage feststellen konnte. Anlässlich des 400. Geburtstages Wilhelms I. ließ der Siegerländer Heimatverein zwei Jahre später im Herbst 1933 eine eiserne Gedenktafel auf der Ginsburg aufstellen. Ab 1961 fanden systematische Ausgrabungen statt, die von dem 1960 gegründeten Verein zur Erhaltung der Ginsburg e. V. initiiert wurden.

## Reste der Burganlage, Ausgrabungsfunde

Lageplan der auf das 13. Jh. zurückgehenden Ruinen; Ergebnis der Ausgrabungen in den 1960er Jahren (Stand von 1984)

### Bauten
Die Burganlage ist in Südwest-Nordost-Richtung ausgerichtet und orientiert sich in ihrer Form an der Topographie des Geländes. Die etwa 80 × 50 Meter messende Kernburg ist rundherum von einem in der Gegenwart durchgängig begrünten Sohlgraben mit beidseitig steiler Böschung umgeben, der zwischen sieben bis zehn Meter breit und bis zu neun Metern tief ist. Südwestlich davon befindet sich die Vorburg mit einem in den 1980er Jahren wiedererrichteten, rechteckigen Gebäude aus Bruchstein, das die Burgschänke beherbergt. Außerdem steht dort ein wiedererrichtetes Fachwerkhaus von historischem Wert. Es handelt sich um ein ehemaliges Hammer-Gewerkenhaus, das von Buschgotthardshütten, Ortsteil von Weidenau, dorthin transloziert wurde und eine Jugendbegegnungsstätte beherbergt. Eine neu erbaute Holzbrücke, die eine an dieser Stelle vermutete Zugbrücke ersetzt, führt vom Vorburgareal zum einzigen Eingang an der Westseite der Kernburg.

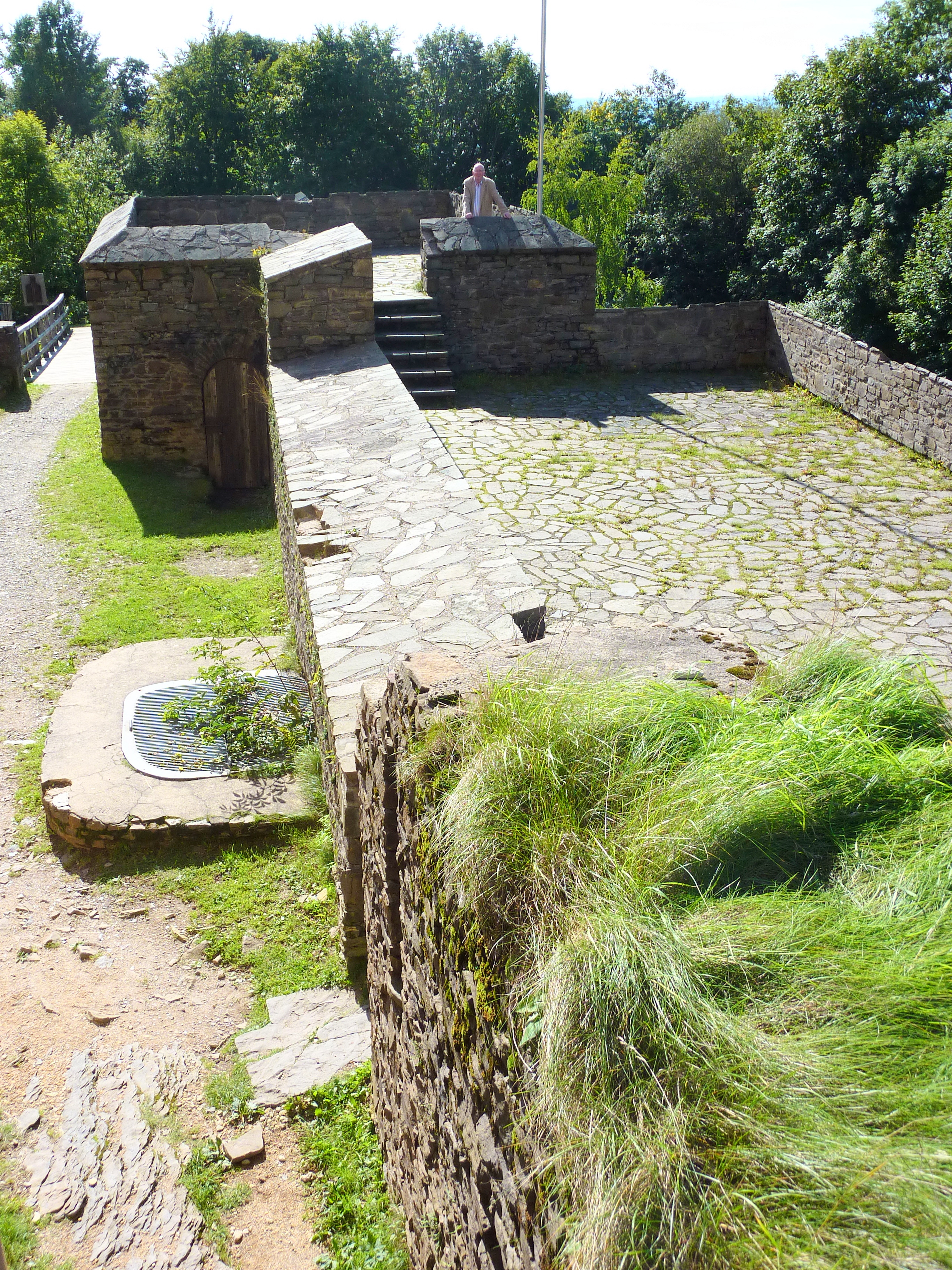
Nachbildungen von Langhaus und Burghaus, Ansicht von Nordosten

Der Grundriss der äußeren Ringmauer hat eine asymmetrische, etwa fünfeckige Form mit einer starken, etwa einen Viertelkreis beschreibenden Rundung im Nordosten. Innerhalb dieser Mauer befinden sich die rekonstruierten Grundmauern eines turmartigen Gebäudes und eines als Langhaus bezeichneten Wohnbaus, an dessen südlicher Längswand die Reste eines Brunnens zu finden sind. Im Süden und Osten wird der Burghof durch eine nach Nordosten halboffene innere Ringmauer begrenzt, die im Süden gemeinsam mit der äußeren Ringmauer eine Zwingeranlage bildet. Im Osten des Burghofs liegen die Fundamente eines aus dem 11./12. Jahrhundert stammenden Wohnturms, auf denen ein 16,5 Meter hoher, dreigeschossiger Aussichtsturm steht. Der gelb verputzte runde Turm besitzt bei einem Umfang von etwa 35 Metern einen Durchmesser von 11,20 Metern. Seine lichte Weite beträgt 2,70 Meter. Vermutlich war er früher einmal etwa 30 Meter hoch.
Die auch als Burghaus bezeichneten Reste des turmartigen Gebäudes liegen in der westlichen Ecke des Burghofs. An seinen Mauern mit nahezu quadratischem Grundriss schließt sich im Westen ein kleiner rechtwinkeliger Hof an. Dessen nordwestliche und südwestliche Seite werden durch die äußere Ringmauer begrenzt und wurden von einem ebenfalls rechtwinkelig angelegten Wehrgang geschützt. Von dort führt eine Treppe zu einem Brunnenhaus, dessen Nordwest-Ecke von einem dreiviertelrunden Flankierungsturm eingenommen wird. Im Inneren des Brunnenhauses befindet sich ein bis in 16,5 Meter Tiefe ausgegrabener Brunnenschacht (Stand von 1981).

### Bodenfunde
Neben den Ruinen der Gebäude erbrachten die in den 1960er Jahren durchgeführten Grabungsarbeiten etliche Bodenfunde von Gebrauchsgegenständen. Darunter befinden sich hoch- und spätmittelalterliche, bemalte Bruchstücke aus Ton von Ofenkacheln, Töpfen und von einem Wappen; des Weiteren Fragmente von zwei wahrscheinlich frühneuzeitlichen, mit Brustmedaillon verzierten Siegburger Trichterbechern, Waffen- und Werkzeugreste, der Zugbrücke zugerechnete Beschläge, eine große Anzahl von Armbrustbolzen und Pfeilspitzen sowie mehrere Münzen. Eine dieser Münzen ist aus Sterlingsilber gefertigt und wurde 1965 gefunden. Sie wird auf das späte 13. Jahrhundert datiert und stammt aus der Siegener Münzstätte des Kölner Erzbischofs Siegfried von Westerburg. Die Menge der Bodenfunde belief sich auf insgesamt mehr als 400 kg Material aus Eisen, Ton und Glas. Ein Teil davon ist in einer Vitrine im Hauptturm zu sehen.

## Heutige Nutzung

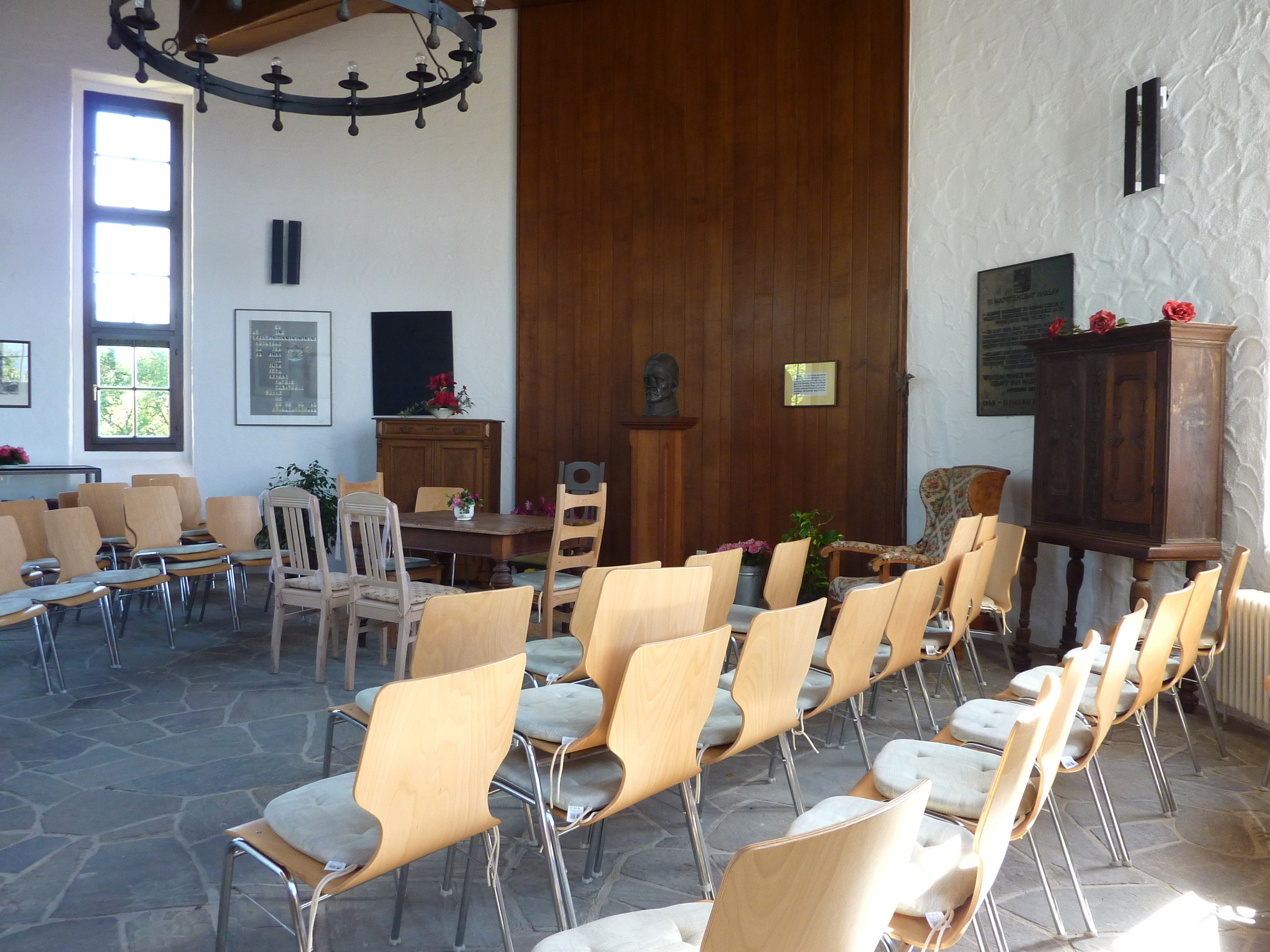
Festsaal im Turm

Im Jahr 1961 schloss der am 18. November 1960 in Siegen gegründete Verein zur Erhaltung der Ginsburg e. V. mit dem damaligen Kreis Siegen und der nordrhein-westfälischen Landesregierung einen Gestattungsvertrag zur Freilegung, Sicherung und Restaurierung des noch vorhandenen Mauerwerks der Ruine. Nach Beendigung der Ausgrabungsarbeiten wurde der noch drei Meter hohe Stumpf des Hauptturms in freier Rekonstruktion 1967/1968 aus Bruchsteinen neu aufgemauert und mit einer Aussichtsplattform versehen. Die Arbeiten wurden vom Land Nordrhein-Westfalen, vom Kreis Siegen, von der Stadt Hilchenbach sowie durch private Spenden finanziert und betrugen bis zum Jahr 1984 713.000 DM. Im zweiten Obergeschoss des Ginsburg-Turms richtete die Stadt Hilchenbach eine als Festsaal ausgestaltete Zweigstelle ihres Standesamtes ein, in der in den Sommermonaten Trauungen vollzogen werden können. Das dritte Obergeschoss erhielt einen modern ausgestatteten Raum für unterschiedliche Veranstaltungen, unter anderem für Schulunterricht und Seminare. Auf dem Gelände der ehemaligen Vorburg befindet sich außerdem eine Burgschänke.
Seit dem 22. November 2008 ist neben den historischen Ruinen auch der neue Turm in die Denkmalliste der Stadt Hilchenbach eingetragen. Er wurde von 2009 bis 2010 saniert, die Innenräume wurden renoviert. Heutiger Eigentümer der Ginsburg ist der Siegerländer Burgenverein e. V., der vom Verein zur Erhaltung der Ginsburg e. V. unterstützt wird.

## Aussichtsmöglichkeit
Die Aussichtsplattform des Burgturms, von der man hinab zur Bahnstrecke Kreuztal–Cölbe mit dem Bahnhof des Dorfs Vormwald und hinüber auf einen kleinen Teil der Breitenbachtalsperre schaut, bietet einen Rundblick auf Teile von Rothaargebirge, Siegerland und südlichem Sauerland. Insbesondere sind im Nordwesten zwischen Bergen die nahen Ortschaften Vormwald und dahinter Hilchenbach zu sehen. Gerade noch ist über den Baumkronen das Dorf Grund auszumachen. An Tagen mit besonders klaren Sichtverhältnissen reicht der Blick bis zum Siebengebirge und zur 103 km südwestlich gelegenen Hohen Acht (747 m) in der Hocheifel.

## Künstlerische Rezeption

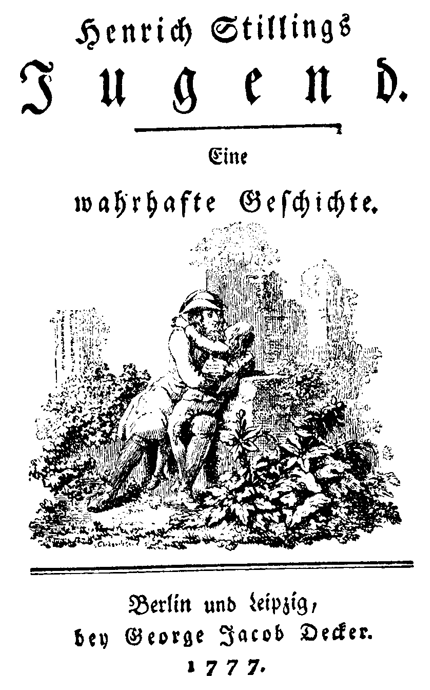
Schmutztitel der Erstausgabe von Henrich Stillings Jugend aus dem Jahr 1777, mit künstlerischer Interpretation der Ruine (anonymer Stich)

Seit dem späten 18. Jahrhundert, mit Schwerpunkt der Veröffentlichungen im 19. Jahrhundert, war die Ginsburg mehrfach Gegenstand literarischer und bildlicher Darstellungen. Als prominentestes Beispiel kann der 1777 durch Johann Wolfgang von Goethe herausgegebene erste Teil der Autobiografie des in der Gemeinde Grund geborenen Johann Heinrich Jung-Stilling, Heinrich Stillings Jugend, gelten. In diesem auf die Epoche der Romantik vorgreifenden Werk spielt die Burgruine, die im Buch Geisenberger Schloss genannt wird, eine zentrale Rolle. Für die Familie des Protagonisten stellt die romantisch dargestellte Ruine sowohl einen persönlichen Wallfahrtsort als auch ein stilisiertes Symbol für die eigene Gemütslage sowie für die Vergänglichkeit des Lebens dar.

„Eine Stunde von diesem Orte südostwärts liegt ein kleines Dörfchen Tiefenbach, von seiner Lage zwischen Bergen so genannt […]. Unten am nördlichen Berge, der Geisenberg genannt, der wie ein Zuckerhut gegen die Wolken steigt, und auf dessen Spitze Ruinen eines alten Schlosses liegen, steht ein Haus, worinnen Stillings Eltern und Voreltern gewohnt haben.“

Im 19. Jahrhundert schufen mehrere Lyriker von zumindest regionaler Bedeutung Gedichte über die Ginsburg, darunter die Netphener Dichterin Katharina Diez (Auf der Ruine Ginsberg, 1847) sowie der preußische Politiker Heinrich von Achenbach, der unter dem Eindruck eines Besuchs der Ruine 1850 sein Gedicht Ginsberg und Grund verfasste.

„Da oben auf der Kuppe, umkränzt vom Eichenhain,
zeugt von vergangenen Zeiten, zerbröckeltes Gestein;
da wieget jetzt die Diestel ihr Haupt im eilenden Wind –
Türme, Mauern und Ritter schon längst verschwunden sind.“

Als malerische Darstellungen der Burg sind unter anderem eine aquarellierte Bleistiftzeichnung des deutschen Landschaftsmalers Heinrich Stein von 1840 sowie ein um 1860 entstandenes Bild vom regional bekannten Dillnhütten-Geisweider Maler Wilhelm überliefert.